# Transmission récessive liée à l'X
Une maladie génétique est dite de transmission  récessive liée à l'X quand :
- le gène impliqué dans la mutation est sur le chromosome sexuel  X
- la mutation est récessive, un homme porteur de l'allèle mutant sera malade, car hémizygote pour le chromosome X. La présence des deux allèles mutants est nécessaire pour que la maladie s'exprime chez une fille.
- Sauf en cas d'anomalie de méiose :
  - La mère malade transmet un de ses gènes X à ses fils, qui sera leur unique chromosome X. Ses fils seront donc malades dans 50 % des cas (s'ils héritent du chromosome X contenant la mutation) car hémizygote.
  - Le père malade ne transmet pas la maladie à ses fils.

Les caractéristiques d'une maladie génétique à transmission récessive liée à l'X sont les suivantes :
- Elle atteint presque exclusivement les hommes.
- Le père ne transmet son allèle mutant qu'à ses filles, donc une fille d'un père malade est conductrice de l'allèle mutant.

## Schéma général de la transmission récessive liée à l'X
Au cours de la gamétogenèse, les cellules mâles ou femelles passent de 2n chromosomes (cellule diploïde) à n chromosome (cellule haploïde). L'allèle anormal est donc présent dans la  moitié des gamètes.

Dans les schémas les gamètes porteuses de l'allèle normal (dit sauvage) sont bleues, les gamètes porteuses de l'allèle mutant sont rouges. Les personnes malades sont rouges, les femmes non malades mais porteuse d'un allèle mutant (hétérozygote) sont violettes, les personnes non porteuse de la mutation (homozygote sauvage) sont bleues

### Union d'un homme malade et d'une femme saine non porteuse
Comme ce schéma le montre :
- Aucun garçon ne sera atteint puisque l'Y leur est obligatoirement transmis.
- Toutes les filles seront porteuses mais saines. Elles peuvent, ou pas, transmettre la maladie selon le chromosome X qu'elles transmettront à leurs enfants (voir schémas suivants). Elles sont appelées des conductrices

### Union d'un homme sain et d'une femme porteuse
Comme ce schéma le montre, ce couple a un risque à chaque grossesse 
- 1/4 d'avoir un garçon porteur de l'allèle anormal donc malade
- 1/4 d'avoir un garçon non porteur de l'allèle anormal donc sain
- 1/4 d'avoir une fille  porteuse de l'allèle  anormal donc conductrice
- 1/4 d'avoir une fille non porteuse  de l'allèle anormal donc saine

### Union d'un homme malade et d'une femme porteuse
Comme ce schéma le montre :
- 1/4 d'avoir un garçon porteur de l'allèle  anormal donc malade
- 1/4 d'avoir un garçon non porteur de l'allèle anormal  donc sain
- 1/4 d'avoir une fille  porteuse de l'allèle anormal donc conductrice
- 1/4 d'avoir une fille  porteuse  des deux allèles anormaux donc malade

### Union d'un malade et d'une malade
Tous les enfants de ce couple seront malades. En pratique, la probabilité de survenue de cette configuration est extrêmement faible.

## Base générale du conseil génétique dans les maladies récessives liées à l'X
En génétique, le proposant désigne la personne atteinte de la maladie génétique à partir duquel on fait le conseil génétique.

## Exemples
- Daltonisme
- Maladie de Charcot-Marie-Tooth type X
- Syndrome d'Alport
- Myopathie de Duchenne
- Hémophilie
- Dystrophie
- Dysplasie ectodermique hypohidrotique
- Déficit en G6PD